# Исполинская червяга
Исполинская червяга (лат. Caecilia thompsoni) — вид земноводных из семейства настоящих червяг.
Крупнейшая из известных червяг, достигающая в длину 150 см и массы до килограмма. Водится в субтропических и тропических лесах, на плантациях, в садах и подвергшихся деградации лесах Колумбии (эндемик этой страны), этот вид до сих пор наблюдался только в долине Middle Magdalena Valley в диапазоне высот от 300 до 1300 метров над уровнем моря. Ведёт подземный образ жизни.